# Вдовець (присілок)
Вдовець (рос. Вдовец) — присілок в Спас-Деменському районі Калузької області Російської Федерації.
Населення становить 2 особи. Входить до складу муніципального утворення Хутір Новоалександровський.

## Історія
Від 2004 року входить до складу муніципального утворення Хутір Новоалександровський

## Населення
| 2002 | 2007 | 2010 |
| ---- | ---- | ---- |
| 5    | ↘3   | ↘2   |